# Malocampa boettgeri
Malocampa boettgeri är en fjärilsart som beskrevs av Druce 1911. Malocampa boettgeri ingår i släktet Malocampa och familjen tandspinnare. Inga underarter finns listade i Catalogue of Life.